# هالیوود که دیگر بدرد نمی‌خورد
هالیوود که دیگر بدرد نمی‌خورد (به انگلیسی: ?What Price Hollywood) یک فیلم درام به کارگردانی جرج کیوکر است که در سال ۱۹۳۲ منتشر شد. «جین مورفین» و «آدلا راجرز سن‌جان» برای نگارش فیلم‌نامه، نامزدِ دریافت «جایزه اسکار بهترین داستان فیلم» گشتند؛ اما موفق به دریافت آن نشدند و جایزه به فرانسیس ماریون (بابت فیلم «قهرمان» به کارگردانی کینگ ویدور محصول ۱۹۳۱) تعلق یافت.

## نحوه شکل گیری فیلمنامه
این فیلم در آغاز «حقیقتی دربارهٔ هالیوود» نام داشت. «آدلا راجرز سن‌جان»، نویسندهٔ اصلی فیلمنامه، داستانش را بر اساس تجربیاتِ شخصیِ هنرپیشهٔ آمریکایی «کولن مور» و همسرش «جان مک‌کورمیک» (تهیه‌کننده سینما) و هچنین زندگی و مرگِ کارگردان آمریکایی «تام فرانک» (که به‌دنبال یک بحران روحی، خودکشی کرد) نگاشته بود.

## بازیگران
- کنستانس بنت
- لاول شرمن
- ویلفرد لوکاس
- برایانت واشبرن
- نیل همیلتون
- گرگوری راتوف
- کینگ بگت
- بروکس بندیکت
- لوئیز بیورز